# Liparis brachystalix
Liparis brachystalix är en orkidéart som beskrevs av Heinrich Gustav Reichenbach. Liparis brachystalix ingår i släktet gulyxnen, och familjen orkidéer. Inga underarter finns listade i Catalogue of Life.